# Bar-sur-Aube (tổng)
Tổng Bar-sur-Aube là một tổng của Pháp nằm ở tỉnh Aube trong vùng Grand Est.
Tổng này được tổ chức xung quanh Bar-sur-Aube ở quận Bar-sur-Aube. 

## Hành chính
| Giai đoạn | Ủy viên               | Đảng | Tư cách |
| --------- | --------------------- | ---- | ------- |
| 2008-2014 | Marie-Noëlle Rigollot | DVD  |         |
| 2001-2008 | Jean-Pierre Clavel    | DVD  |         |

## Các đơn vị hành chính
Tổng Bar-sur-Aube bao gồm 23 xã với dân số 12 696 habitants (recensement de 1999 sans doubles comptes).
| Xã                        | Dân số | Mã bưu chính | Mã insee |
| ------------------------- | ------ | ------------ | -------- |
| Ailleville                | 218    | 10200        | 10002    |
| Arconville                | 148    | 10200        | 10007    |
| Arrentières               | 231    | 10200        | 10011    |
| Arsonval                  | 331    | 10200        | 10012    |
| Baroville                 | 329    | 10200        | 10032    |
| Bar-sur-Aube              | 6 261  | 10200        | 10033    |
| Bayel                     | 860    | 10310        | 10035    |
| Bergères                  | 114    | 10200        | 10039    |
| Champignol-lez-Mondeville | 305    | 10200        | 10076    |
| Colombé-le-Sec            | 148    | 10200        | 10103    |
| Couvignon                 | 237    | 10200        | 10113    |
| Engente                   | 46     | 10200        | 10137    |
| Fontaine                  | 255    | 10200        | 10150    |
| Jaucourt                  | 171    | 10200        | 10176    |
| Juvancourt                | 148    | 10310        | 10182    |
| Lignol-le-Château         | 176    | 10200        | 10197    |
| Longchamp-sur-Aujon       | 450    | 10310        | 10203    |
| Montier-en-l'Isle         | 235    | 10200        | 10250    |
| Proverville               | 292    | 10200        | 10306    |
| Rouvres-les-Vignes        | 122    | 10200        | 10330    |
| Urville                   | 148    | 10200        | 10390    |
| Ville-sous-la-Ferté       | 1 276  | 10310        | 10426    |
| Voigny                    | 195    | 10200        | 10440    |

## Thông tin nhân khẩu
| 1962                                                     | 1968   | 1975   | 1982   | 1990   | 1999   |
| -------------------------------------------------------- | ------ | ------ | ------ | ------ | ------ |
| 12 337                                                   | 13 832 | 14 703 | 14 361 | 13 650 | 12 696 |
| Nombre retenu à partir de 1962 : dân số không tính trùng |        |        |        |        |        |